# Лопатин (Саратовская область)
Лопатин — хутор в Ершовском районе Саратовской области России. Входит в состав Новорепинского муниципального образования. 

## География
Находится на расстоянии примерно 42 километров по прямой на юг от районного центра города Ершов.

## История
Официальная дата основания 1787 год.

## Население
Постоянное население не было учтено как в 2002 году, так и в 2010.